# Tegostoma
Tegostoma är ett släkte av fjärilar. Tegostoma ingår i familjen Crambidae.

## Dottertaxa tillTegostoma, i alfabetisk ordning[1]
- Tegostoma ahwazalis
- Tegostoma albizonalis
- Tegostoma anaemica
- Tegostoma apurpurealis
- Tegostoma australis
- Tegostoma bahrlutalis
- Tegostoma baphialis
- Tegostoma baryscia
- Tegostoma belutschistanalis
- Tegostoma bipartalis
- Tegostoma chirazalis
- Tegostoma comealis
- Tegostoma comparalis
- Tegostoma conchylialis
- Tegostoma concinnalis
- Tegostoma confluentalis
- Tegostoma dhahranalis
- Tegostoma dichroma
- Tegostoma dinichealis
- Tegostoma embale
- Tegostoma erubescens
- Tegostoma flavida
- Tegostoma florilegaria
- Tegostoma fotalis
- Tegostoma kabylalis
- Tegostoma kenrickalis
- Tegostoma lapidalis
- Tegostoma marginalis
- Tegostoma mauritanica
- Tegostoma mirabilis
- Tegostoma moeschleri
- Tegostoma monocerialis
- Tegostoma mossulalis
- Tegostoma nigronaervalis
- Tegostoma palealis
- Tegostoma paralis
- Tegostoma pentodontalis
- Tegostoma pharaonalis
- Tegostoma plumbiferalis
- Tegostoma pseudonoctua
- Tegostoma pudicalis
- Tegostoma richteri
- Tegostoma rubrilinealis
- Tegostoma ruptilineale
- Tegostoma russulalis
- Tegostoma sahariensis
- Tegostoma salsolacalis
- Tegostoma sarobiella
- Tegostoma stangei
- Tegostoma subditalis
- Tegostoma subterminalis
- Tegostoma summaperta
- Tegostoma tancreale
- Tegostoma tenebrosalis
- Tegostoma turcomanica
- Tegostoma uniforma
- Tegostoma vestalis